# Вулиця Карла Мікльоша
Ву́лиця Карла Мі́кльоша — вулиця у Сихівському районі міста Львова, у місцевості Боднарівка. Пролягає від вулиці Стрийської до Львівської кільцевої дороги. Прилучається проїзд до вулиці Лева Броварського.

## Історія
Вулицю проклали у 2011 році при будівництві стадіону «Арена Львів». Спочатку вона мала назву Проектна 7, а згідно з ухвалою Львівської міської ради від 24 травня 2012 року № 1496 дістала назву вулиця Карла Мікльоша, на честь львівського футболіста, тренера Карла Мікльоша.
Первісна забудова вулиці складалася із будівель спортивно-розважального призначення: непарний бік вулиці зайнятий територією львівського іподрому та супутніх закладів (мотель «Жокей», школа кінного спорту), наприкінці вулиці розташований комплекс стадіону «Арена Львів», який був збудований для проведення матчів чемпіонату Європи з футболу «Євро-2012» і відкритий 29 жовтня 2011 року.
Пізніше на початку вулиці почали будувати житлові будинки: під № 3 розташований комплекс триповерхових таунхаусів, далі під № 5, 7, 9, 11, 13, 15 у 2013—2017 роках був зведений ЖК «Новий», у 2018 році — споруджений ЖК «Арена» (вул. Мікльоша, 25). У жовтні 2020 року зданий в експлуатацію десятиповерховий житловий будинок на п'ять під'їздів під № 17 з власним паркінгом на 30 місць.